# Oligosaurus
Oligosaurus adelus
Genre
Espèce
Oligosaurus est un genre de dinosaures iguanodontes de la formation de Grünbach du Crétacé supérieur en Autriche. Il est aujourd'hui déclaré synonyme du genre Rhabdodon par Paleobiology Database.

## Découverte et espèces
En 1859, l'administrateur de la mine de charbon Pawlowitsch notifia à l'Université de Vienne que des fossiles avaient été trouvés dans la mine Gute Hoffnung à Muthmannsdorf en Autriche. Une équipe dirigée par les géologues Eduard Suess et Ferdinand Stoliczka a ensuite découvert de nombreux ossements de plusieurs espèces, dont ceux d'un dinosaure ornithopode. Conservées au musée universitaire, les découvertes sont restées non décrites jusqu'à ce qu'elles soient étudiées par Emanuel Bunzel à partir de 1870. Bunzel en 1871 a rattaché l'omoplate PIUW 3518 avec un humérus et un métapode (identifié par lui comme un fragment fémoral) à Lacerta sp. Seeley (1881) a érigé Oligosaurus pour l'omoplate et a considéré le métapode et l'humérus comme conspécifiques, tout en référant les vertèbres caudales paralectotypes de Mochlodon suessi au taxon. Le nom générique est dérivé du grec oligos, « peu », et sauros, « lézard ». Norman et Weishampel (1990) et Norman (2004) ont confirmé Oligosaurus, avec Ornithomerus et Mochlodon, comme synonyme de Rhabdodon, en Rhabdodon priscus,. Cependant, Sachs et Hornung (2006) ont attribué l'un des spécimens d'Oligosaurus (l'omoplate holotype) à Zalmoxes sp. ainsi que les holotypes Mochlodon suessi et Ornithomerus.
Le spécimen type PIUW 3518 a été trouvé dans la Formation de Grünbach du Groupe de Gosau datant du début du Campanien, âgé d'environ 80 millions d'années.